# ヴィリアミ・ヴリ
ヴィリアミ・ヴリ（Viliami Vuli、1995年10月30日 - ）は、ジャパンラグビーリーグワン三重ホンダヒートに2023-24シーズンまで所属していたラグビーユニオン選手。『プナ・ヴリ』と表記されることもある。

## プロフィール
- フィジー出身[1]。
- ポジションはロック(LO)。
- 身長 201 cm、体重 120kg
- ロマイヴィティ・バーバリアンズに選ばれたことがある。

## 略歴
ユタ・ウォリアーズを経て、2022年、三重ホンダヒートに加入。
2023年3月19日に行われたJAPAN RUGBY LEAGUE ONE第9節豊田自動織機シャトルズ愛知戦にて途中出場で日本での公式戦初出場を果たした。
2024年5月、三重ホンダーヒートを退団。